# ژرمن‌تاون (ویرجینیا)
ژرمن‌تاون (به انگلیسی: Jermantown) یک منطقهٔ مسکونی در ایالات متحده آمریکا است که در شهرستان فرفکس، ویرجینیا واقع شده‌است.